# Nowy Staw
Nowy Stawⓘ (anteriormente Nytych, em alemão: Neuteich) é uma cidade localizada no norte da Polônia. Pertence à voivodia da Pomerânia, no condado de Malbork, situada na Żuławy Wiślane, no rio Tuja. É a sede da comuna urbano-rural de Nowy Staw.
Historicamente, Nowy Staw está localizada na Pomerânia de Gdansk, em sua parte oriental que compreende Żuławy, que mais tarde se tornou parte da Terra de Malbork.
Estende-se por uma área de 4,9 km², com 3 952 habitantes, segundo o censo de 31 de dezembro de 2024, com uma densidade populacional de 813 hab./km².

## Linha do tempo
- No século XIII, existia um assentamento no local da vila de Stawiec.
- 1316 — Nytyska Wieś (Neuteichsdorf) recebe um privilégio de fundação. Primeira menção da igreja paroquial em Żuławy Wiślane.
- Primeira metade do século XIV — primeiras menções de vilarejos na comuna de Nowy Staw:
  - 1314 — Chlebówka
  - 1315 — Martąg
  - 1318 — Mirowo
  - 1321 — Świerki, Lipinka
  - 1323 — Laski
  - 1332 — Myszewo
  - 1341 — Dębina
- 1329 — data de incorporação da cidade de Nowy Staw aceita por alguns cronistas e historiadores alemães.
- 1343 — a data provável em que Nowy Staw recebeu os direitos de cidade.
- 1350 — primeira nota histórica sobre a cidade de Nowy Staw — “Der stat czum Nuventiche”.
- 1399 — primeira menção de alunos em Nowy Staw.
- 1400 — destruição da cidade por um incêndio. Início da construção da igreja de São Mateus.
- 1454 — Nowy Staw é saqueada e incendiada pelos Cavaleiros Teutônicos durante a Guerra dos Treze Anos.
- 1466 — sob as disposições do Segundo Tratado de Paz de Toruń, Nowy Staw, com Żuławy, torna-se parte da Coroa do Reino da Polônia como parte da voivodia de Malbork, na Prússia Real.
- 1476 — o rei Casimiro IV Jagelão emite um novo privilégio de fundação para Nowy Staw, repetindo o conteúdo do original.
- 1562–1563, 1564 — a cidade de Nowy Staw recebe outros privilégios, concessões e doações do rei Sigismundo Augusto.
- 1565 — Estabelecimento da comunidade protestante em Nowy Staw. Uma grafia fonética de Nitich, o nome alemão de Nowy Staw, aparece em fontes escritas.
- 1584 — O conselho municipal de Nowy Staw emite o wilkierzy, uma coleção de regulamentos legais relativos à vida dos habitantes da cidade.
- 1626–1629 — Primeira Guerra com a Suécia. Saque de Nowy Staw pelas tropas suecas.
- 1650–1660 — Segunda Guerra da Suécia. Devastação da cidade por epidemias e pelo exército sueco.
- 1709–1710 — a população de Nowy Staw é dizimada por uma epidemia de peste.
- 20 de setembro de 1772 — a Prússia Real, com Nowy Staw, em virtude da Primeira Partição da Polônia, é incorporada ao Reino da Prússia.
- 1790 — Salomon Isaac, o primeiro judeu em Nowy Staw, inaugura uma fábrica de tecidos.
- 12 de maio de 1802 — um grande incêndio consome quase completamente a cidade.
- 1802-1824 — a corte real prussiana de cidades e terras, transferida em 1824 para Nowy Dwór Gdański, tem seu escritório em Nowy Staw.
- 1804–1805 — construção de uma igreja evangélica em Nowy Staw.
- 1807–13 de janeiro de 1813 — uma guarnição de tropas francesas permanece em Nowy Staw.
- Outubro de 1831 — após a queda da Revolta de Novembro, o 10.º regimento de infantaria e uma companhia do 8.º regimento de rifles do exército polonês chegam a Żuławy.
- 1872 — construção da estrada Malbork - Nowy Staw.
- 1875 — construção da estrada Nowy Staw - Tczew.
- 1877-1878 — construção de uma usina de açúcar.
- 1 de outubro de 1886 — construção da linha ferroviária Szymankowo - Nowy Dwór Gdański.
- 1898 — incorporação de Nowy Staw à rede de ferrovias de bitola estreita de Żuławy (Westpreußiche Kleinbahnen AG). Nowy Staw é conectada a Lisewo e Nowy Dwór Gdański.
- 1905 — inauguração do sistema de gás municipal.
- 1912 — construção da nova estação ferroviária em Nowy Staw.
- 1914 — início da construção de um sistema de abastecimento de água e esgoto (interrompido durante a Primeira Guerra Mundial).
- 15 de novembro de 1920 - 1 de setembro de 1939 — Żuławy com Nowy Staw torna-se parte da Cidade Livre de Gdansk. Nowy Staw é incorporada ao condado de Wielkie Żuławy (Großes Werder), com sede em Nowy Dwór Gdański.
- 1920-1925 — conclusão do abastecimento de água e do sistema de esgoto.
- 1921 — inauguração do estádio e dos banhos municipais.
- 1926 — eletrificação da cidade.
- 1 de setembro de 1939 — incorporação da cidade e de todo o território da Cidade Livre de Gdansk à Alemanha Nazista.
- 11 de março de 1945 — ocupação de Nowy Staw pelo exército do 48.º exército da Segunda Frente Bielorrussa do Exército Vermelho.
- Maio de 1945 — instalação em Nytych (uma versão polonizada do nome alemão da cidade Neuteich) de uma administração polonesa temporária — a Delegação do Estarosta do Condado de Gdansk; transferida para Nowy Dwór Gdański em 13 de agosto de 1945.
- 1945-1948 — deslocamento de alemães, influxo de poloneses, especialmente da Volínia, Vilnius, Pomerânia e Polônia central.
- 1945 — início da atividade do Comitê Municipal do Partido dos Trabalhadores Poloneses (PPR) e do Partido Socialista Polonês (PPS), da Cruz Vermelha Polonesa, do Círculo Esportivo, da Associação de Comerciantes e Artesãos, da Brigada de Incêndio Voluntária, do Círculo de Bem-Estar da Família Militar, da Associação de Escoteiros Poloneses e da Cooperativa Agrícola e Comercial “Samopomoc Chłopska”.
- 1945-1948 — reconstrução das indústrias da cidade: usina de açúcar, fábrica de malte e laticínios.
- 1947 — abertura de um centro de saúde com uma sala de parto.
- 1948 — mudança do nome da cidade de “Nytych” para “Nowy Staw”.
- 1973 — estabelecimento do escritório da cidade e da comuna.
- De 1975 a 1998, a cidade pertenceu administrativamente à voivodia de Elbląg.
- 25 de maio de 1990 — primeiras eleições livres para o Conselho da Cidade e do Município.
- 1999 — assinatura de um acordo de parceria com a cidade alemã de Wilster.
- 25 de março de 2002 — o bispo de Elbląg, Andrzej Śliwiński, funda o Capítulo Colegiado de Żuławy na Igreja de São Mateus.
- 2007 — a produção na usina de açúcar “Nowy Staw” é encerrada como parte da reestruturação da Companhia Nacional de Açúcar.

## Demografia
Conforme os dados do Escritório Central de Estatística da Polônia (GUS) de 31 de dezembro de 2024, Nowy Staw é uma cidade muito pequena com uma população de 3 952 habitantes (35.º lugar na voivodia da Pomerânia e 641.º na Polônia), tem uma área de 4,9 km² (37.º lugar na voivodia da Pomerânia e 872.º lugar na Polônia) e uma densidade populacional de 813 hab./km² (29.º lugar na voivodia da Pomerânia e 399.º lugar na Polônia). Entre 2002–2024, o número de habitantes aumentou 0,2%.
Os habitantes de Nowy Staw constituem cerca de 6,54% da população do condado de Malbork, constituindo 0,17% da população da voivodia da Pomerânia.
| Descrição                         | Total      | Total   | Mulheres   | Mulheres | Homens     | Homens  |
| --------------------------------- | ---------- | ------- | ---------- | -------- | ---------- | ------- |
| unidade                           | habitantes | %       | habitantes | %        | habitantes | %       |
| população                         | 3 952      | 100     | 2 017      | 51,0     | 1 935      | 49,0    |
| área                              | 4,9 km²    | 4,9 km² | 4,9 km²    | 4,9 km²  | 4,9 km²    | 4,9 km² |
| densidade populacional (hab./km²) | 813        | 813     | 414,6      | 414,6    | 398,4      | 398,4   |

## Monumentos históricos

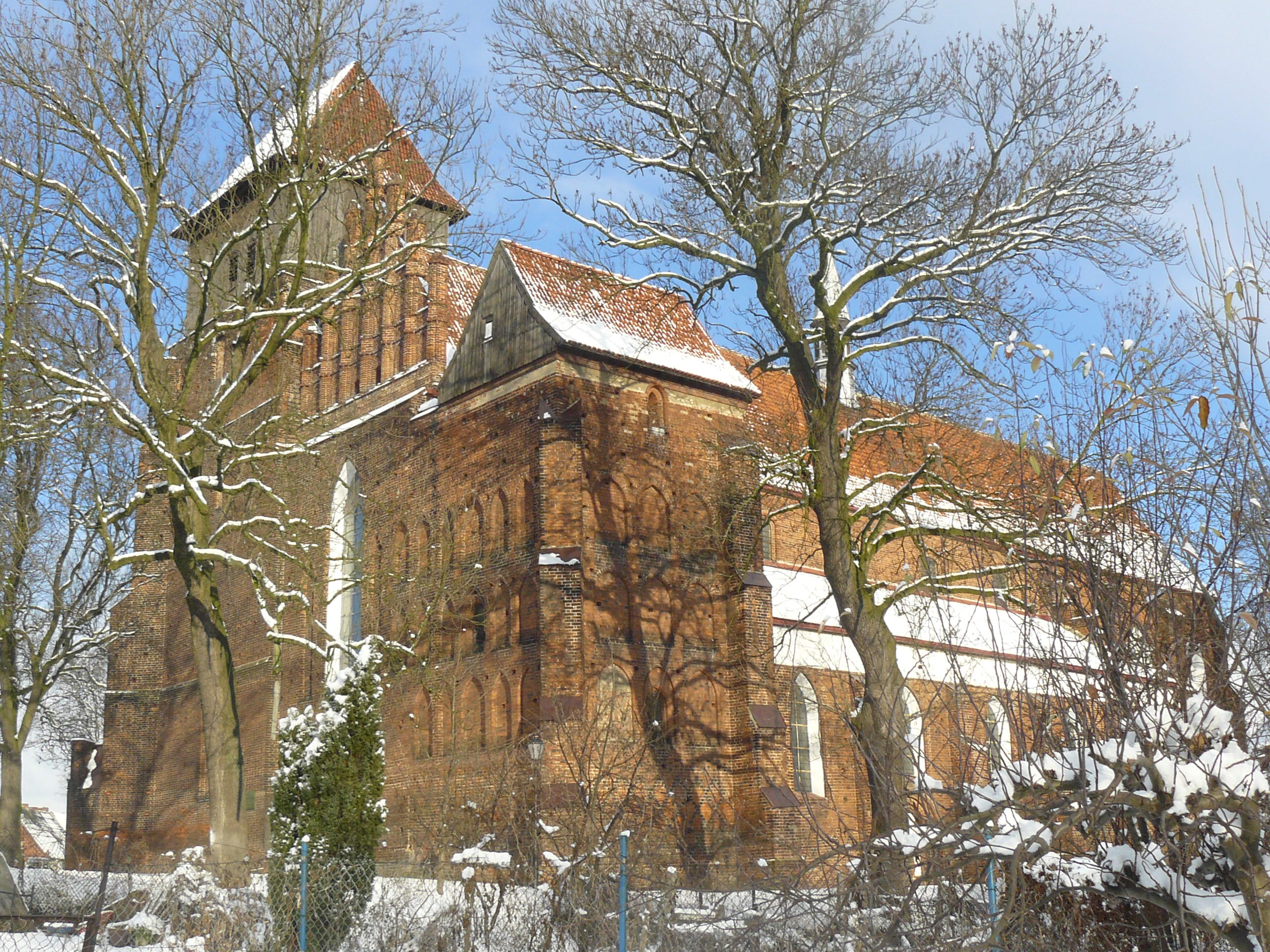
Igreja colegiada de São Mateus

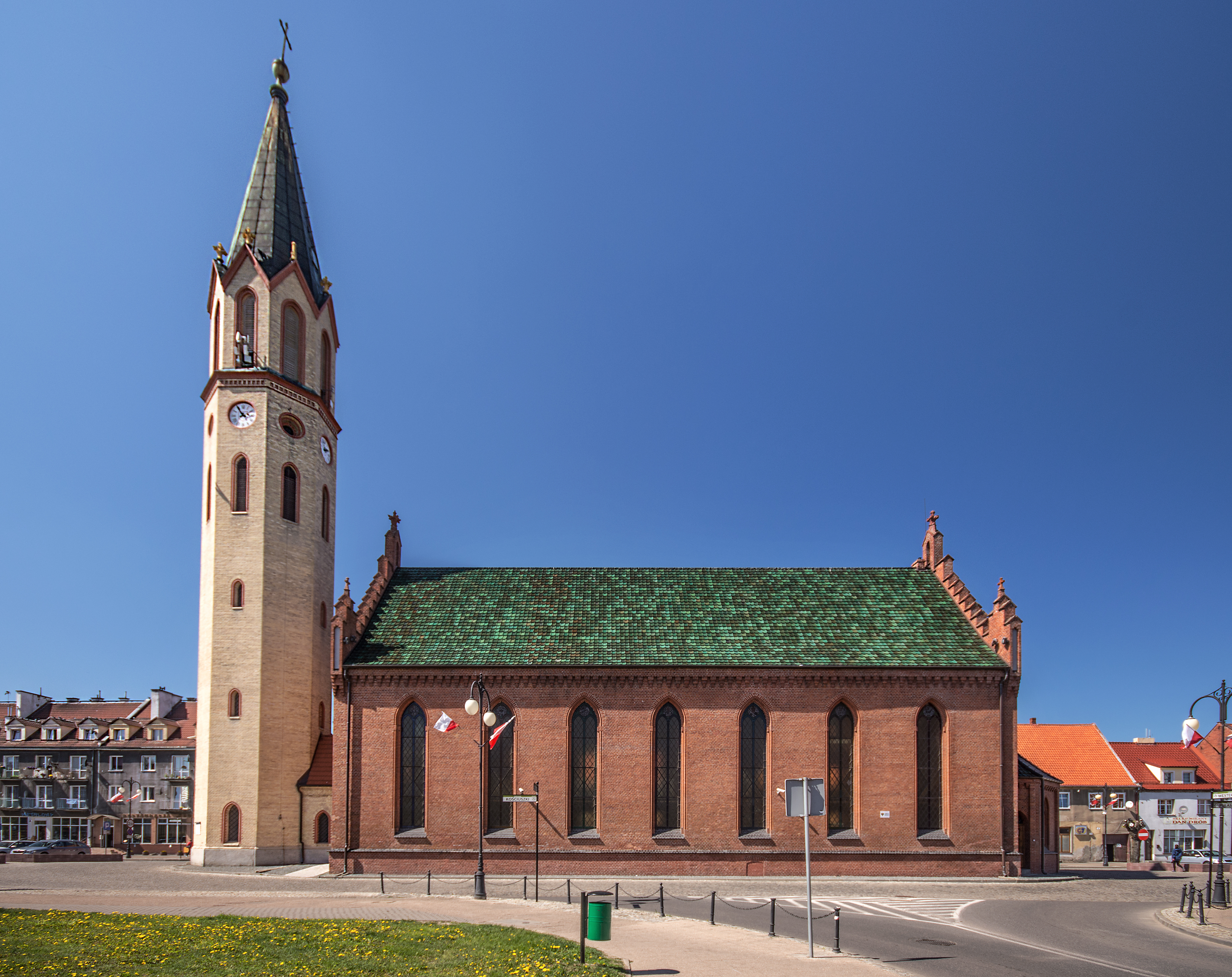
Antiga igreja protestante

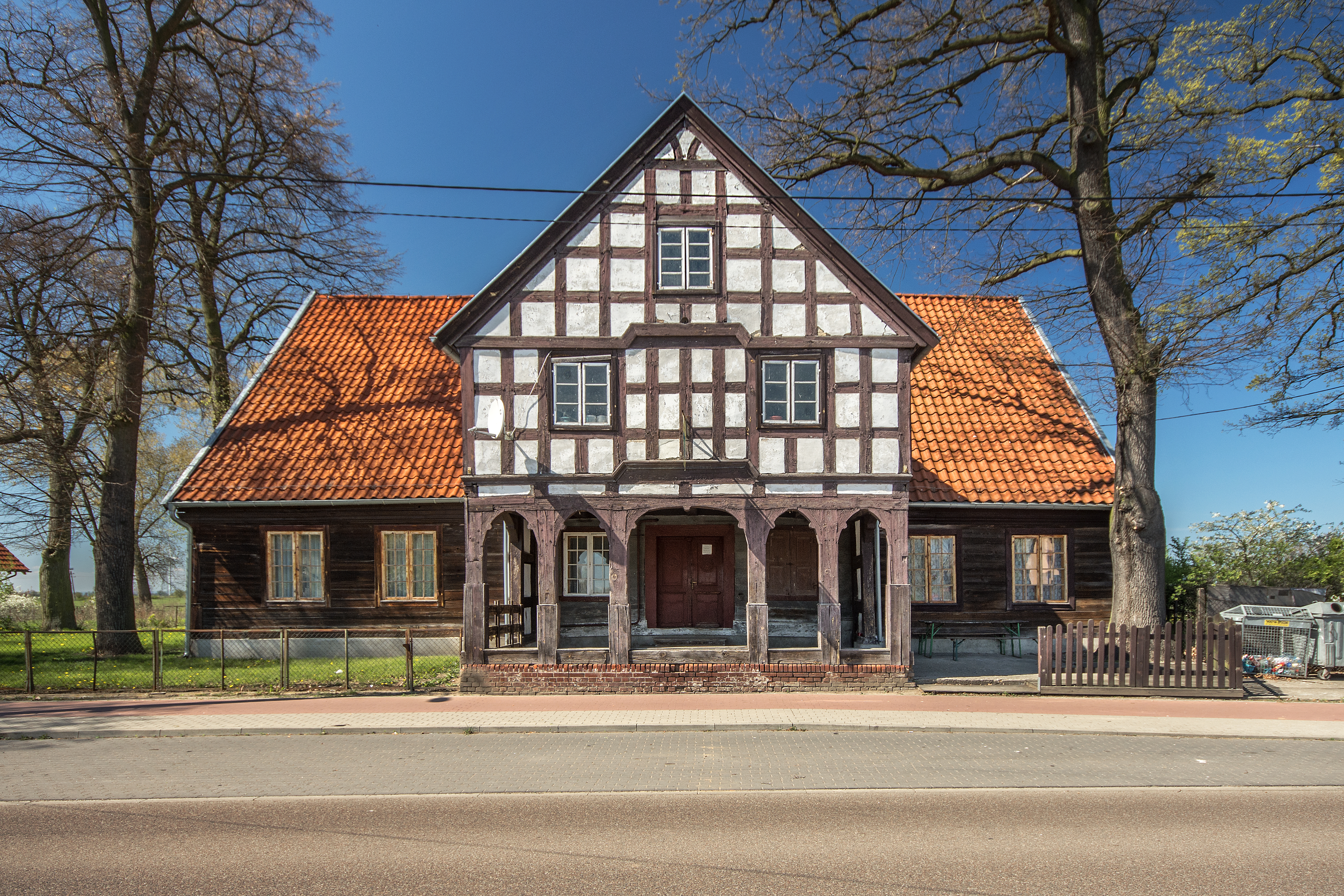
Casa com arcadas em Pomennicky

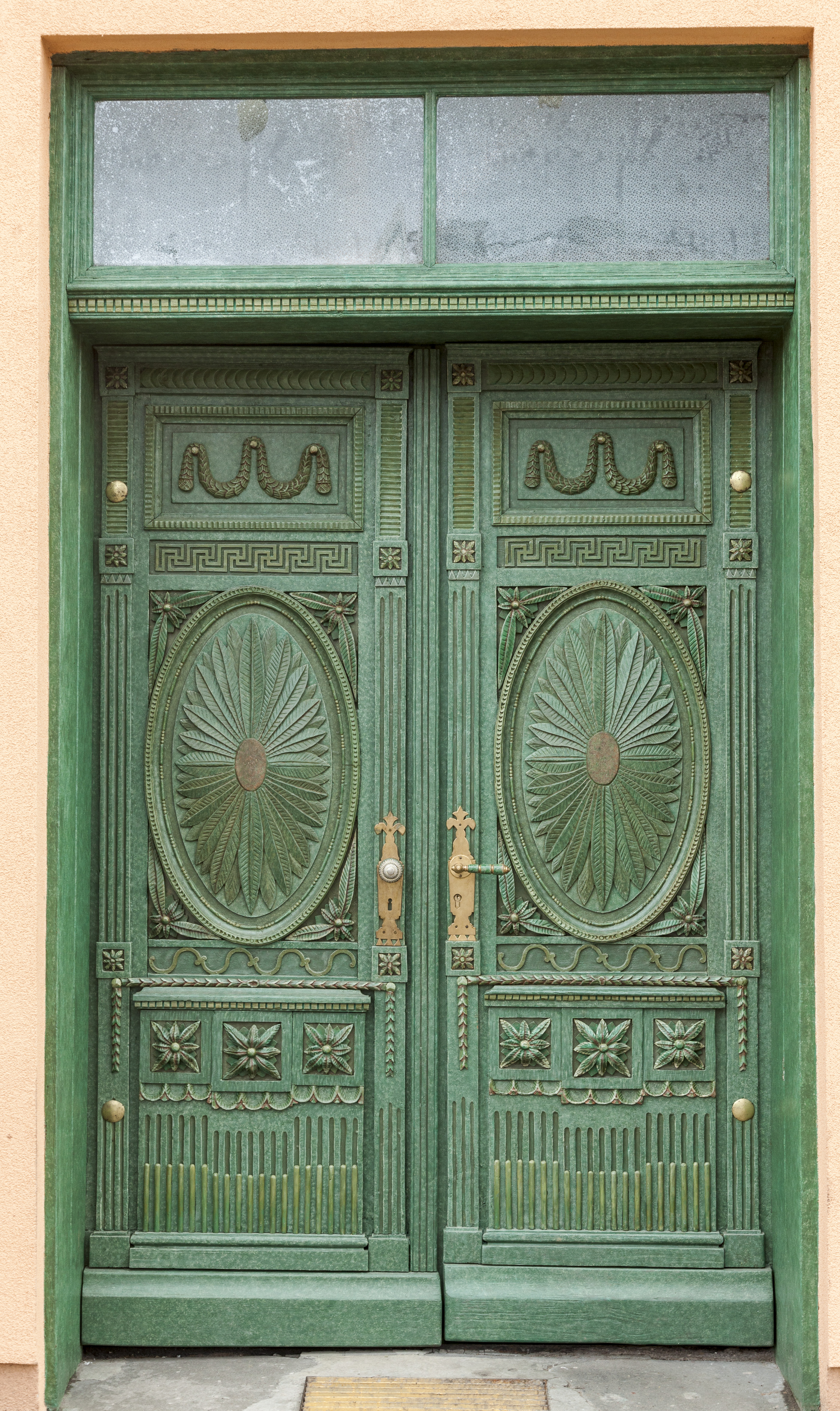
Porta classicista da casa na Praça Kościuszki, 7

Estão inscritos no registro provincial de monumentos:
- Traçado urbano da cidade, que remonta à Idade Média, tem como característica uma praça de mercado retangular e alongada, medindo 42x250 m, com seu lado mais longo adjacente à via principal. Paralelamente à praça do mercado, da maneira característica de uma cidade agrícola, uma rua comercial foi disposta nos lados leste e oeste, que se uniam no lado norte da fundação. Três quarteirões cada um conectavam a praça do mercado a essas ruas.
- Antigas fortificações defensivas — preservadas apenas na forma de resquícios de fossos defensivos. A cidade nunca teve muralhas defensivas. Em meados do século XV, a cidade tinha dois grandes portões: o portão de Gdansk, também chamado de portão do Espírito Santo, no lado noroeste, e o portão de Malbork, no lado sudoeste. Esse último era guardado pela Torre da Coruja, que foi demolida em 1803.
- Igreja Colegiada de São Mateus — mencionada pela primeira vez em 1400; a maior de Żuławy; uma basílica de três naves. Acima do presbitério há uma abóbada de combados feita em 1573–1574. A sacristia tem dois andares com uma abóbada de combados e de aresta. Superestrutura de madeira da torre norte em 1704. No interior, um altar-mor de 1609 da igreja de Santa Catarina em Braniewo e uma figura gótica tardia da Madona e o Menino de cerca de 1500. Desde 2004, o monumento e seus móveis têm sido sucessivamente restaurados.
- Antiga igreja protestante, a atual “Galeria Żuławy”, foi construída em estilo neogótico em 1803–1804 no local da prefeitura incendiada em 1802. Em 1864, foi acrescentada uma torre, chamada de “lápis” devido ao seu formato característico. Durante a reconstrução de 1898–1899, foi acrescentada uma sacristia e a entrada para os antigos porões, possivelmente medievais, foi fechada com tijolos. Depois da guerra, ela não foi usada para cultos (foi usada como armazém e loja de móveis). Em 2011 e 2012, passou por uma reconstrução e adaptação em uma galeria de arte (custo: 6 milhões de zlotys). Sob o piso de vidro, estão expostas as relíquias da antiga prefeitura.
- Casa com arcadas na rua Gdańsk, datada de 1820. De madeira, com uma extensão em arco de cinco andares com uma estrutura de armação apoiada em 6 postes. Possui uma porta de entrada classicista.
- Casas na praça principal, rua Kościuszki, praça Pułaski — datadas do século XIX e início do século XX, caracterizadas por edifícios frontais. Apesar das mudanças, sobreviveram modestos edifícios neoclássicos de cumeeira, em sua maioria construídos em enxaimel. Em algumas casas, o projeto do interior de antes do incêndio de 1802 sobreviveu, destacando-se a porta classicista de duas alas, elaboradamente entalhada, no sobrado do número 7 da praça Kościuszki.
- Casas na rua Mickiewicza — as únicas casas com empena da cidade. Destaca-se a casa n.º 13, de meados do século XIX, com uma fachada neogótica com uma empena escalonada.
- Casa na rua Jana Pawła II, 7 — a única casa Art Nouveau da cidade, de tijolos, de dois andares, com uma empena e uma varanda de madeira.
- Prédio do Complexo de Escolas Secundárias n.º 5 na rua Mickiewicza, 51 — abrigou a primeira escola agrícola secundária em Żuławy, fundada em 1946. O prédio principal foi construído em 1898 como um lar para órfãos.
- Instalações industriais históricas — uma casa de malte e uma usina de açúcar, localizadas na parte sul da cidade. A fábrica de malte foi construída na segunda metade do século XIX e é um dos monumentos desse tipo mais bem preservados do país. [13]. A usina de açúcar data de 1878 e modernizada várias vezes.
- Torre de água — a construção do sistema de abastecimento de água da cidade começou em 1914. O projeto da torre foi aprovado em 19 de julho de 1914 e a construção foi concluída após a Primeira Guerra Mundial, em 1921. [14].
- Estação ferroviária — construída no início do século XX no subúrbio leste, agora fechada, a estação das linhas de bitola normal e estreita.
- Casas na rua Wita Stwosza, na rua Słowackiego e o prédio do escritório da cidade e da comuna.

## Transporte

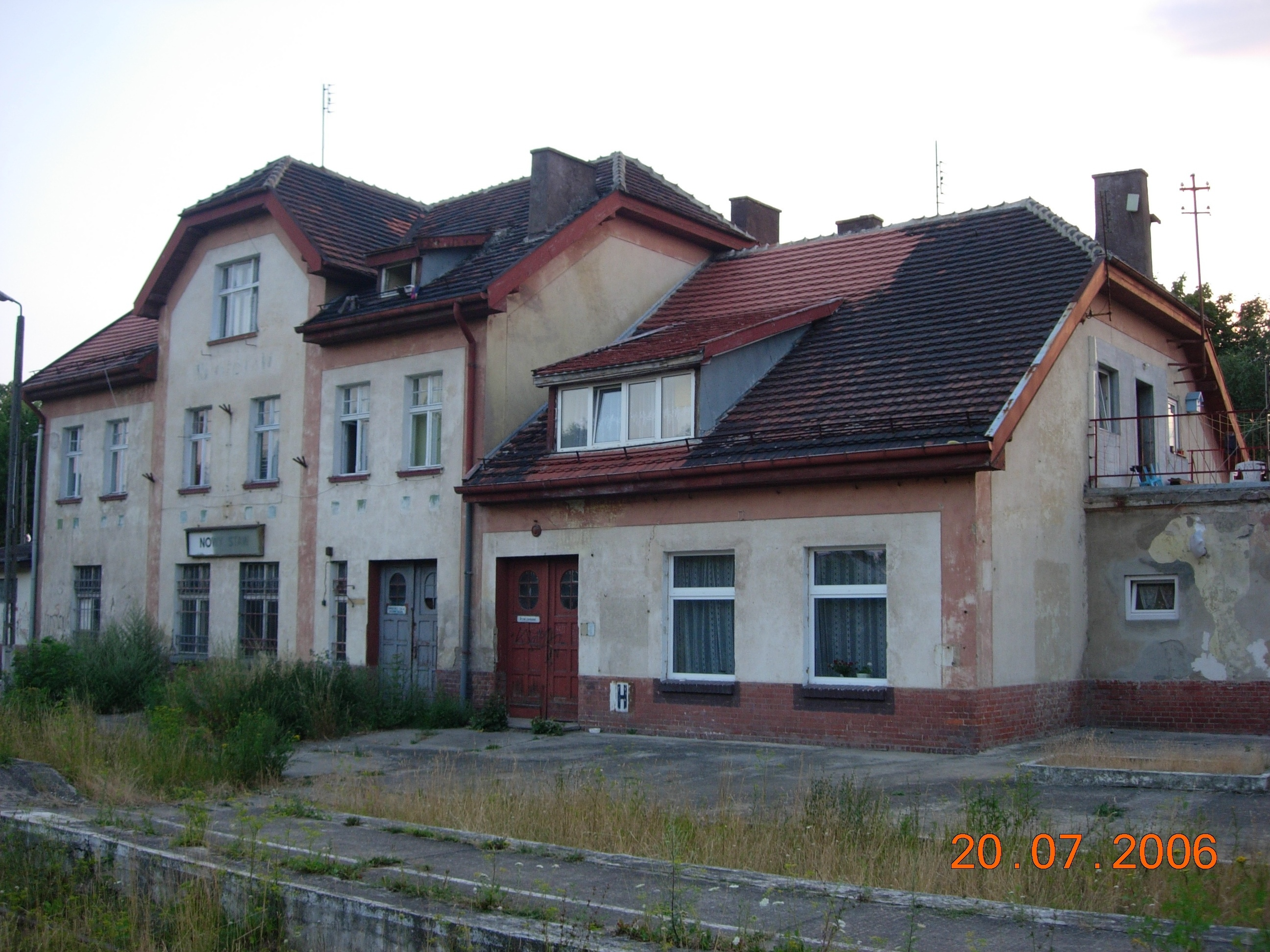
Estação ferroviária

A linha ferroviária n.º 256 Szymankowo — Nowy Dwór Gdański, construída em 1886, passa pela cidade. A linha ferroviária é atualmente usada para transporte de carga, depois que os serviços de passageiros foram suspensos em 10 de julho de 1989. Em 2009, uma linha turística de férias para Nowy Dwór Gdański foi reativada graças à cooperação da transportadora Arriva PCC (agora Arriva RP) e da Associação Pomerana de Amantes de Ferrovias. A estrada nacional n.º 55 Nowy Dwór Gdański — Stolno passa a 2 km da cidade. Nowy Staw é um entroncamento de estradas distritais.
Até 1996, a cidade estava conectada à rede de linhas de bitola estreita (750 mm) da Ferrovia Comutadora Żuławy com Lisew Malbork e Nowy Dwór Gdański. Em 2007. O Conselho do Condado de Malbork aprovou uma resolução sobre a intenção de assumir a linha ferroviária n.º 256 e sobre a reativação planejada dos serviços de passageiros para Szymankowo e Nowy Dwór Gdański. Também há planos para reconstruir a linha de bitola estreita para Nowy Dwór Gdański e Malbork.
A cidade é alcançada por ônibus de transportadoras privadas: a empresa de transporte “Latocha” na rota: Nowy Staw — Dębina — Malbork, Nowy Staw — Kościeleczki — Malbork, Nowy Staw — Lubstowo — Malbork, a empresa de transporte “Oliwiabus” na rota Malbork — Lichnowy e a empresa de transporte “Lisebus” na rota Nowy Staw — Tczew.

## Economia

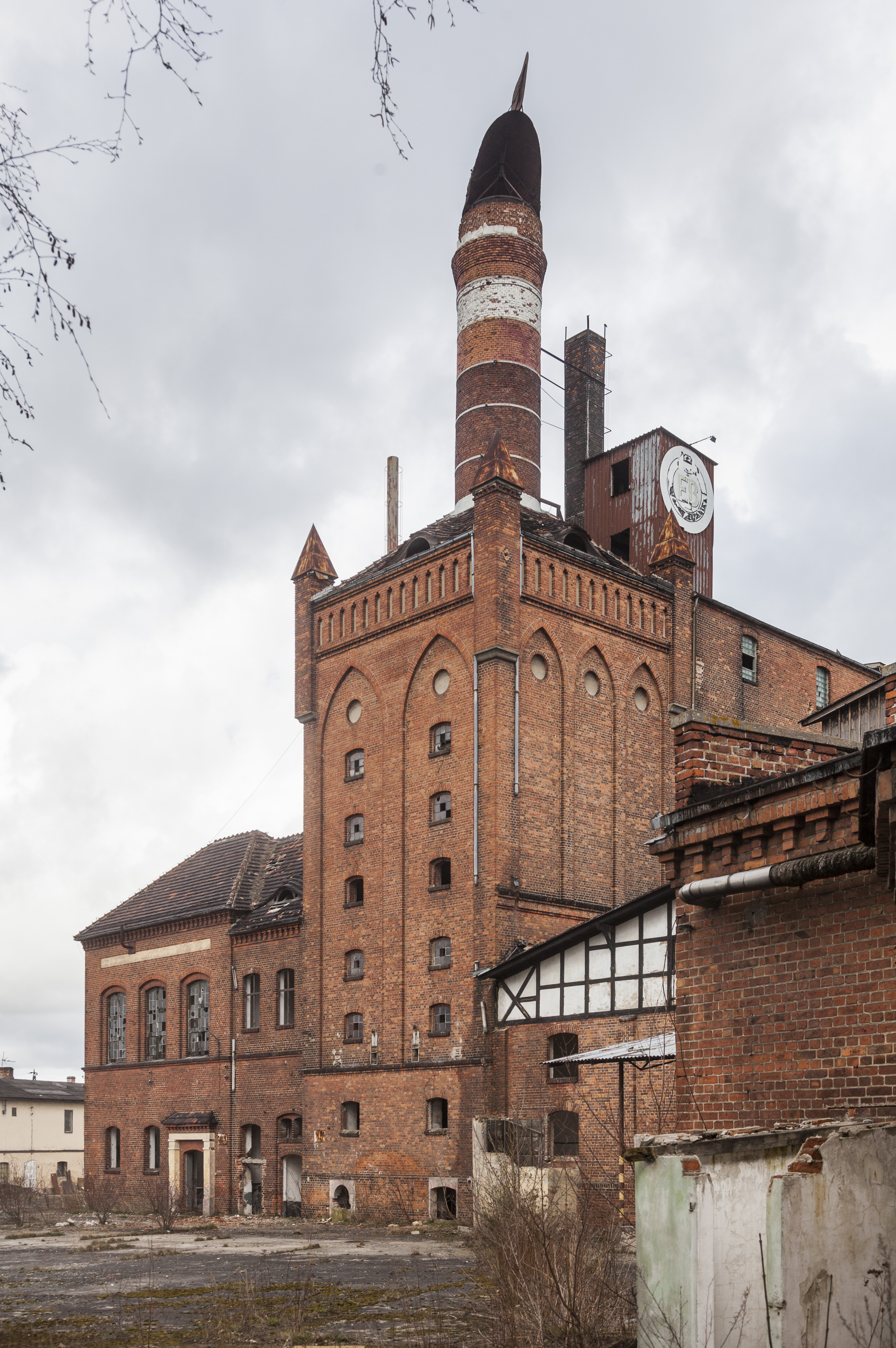
Casa histórica de malte

Nowy Staw é o centro de serviços da região agrícola de Żuławy. Há uma série de empresas e instituições que prestam serviços para a agricultura, incluindo a Gminna Spółdzielnia “Samopomoc Chłopska”, a Zakład Eksploatacji Centralnego Wodociąg Żuławskiego e a Przedsiębiorstwo Usługowo-Handlowe Chemirol Sp. z o.o.. Entre 1877 e 2007, a usina de açúcar "Nowy Staw" funcionou aqui, fechada como parte da reestruturação da Companhia Nacional de Açúcar.
Desde o início da década de 1990, o setor em Nowy Staw está em crise. A fábrica de malte, a fábrica de tijolos, o laticínio, o Centro de Maquinário do Estado e o moinho comercial foram fechados. A Cooperativa Comunitária “Samopomoc Chłopska” reduziu a rede de seus pontos de serviço. A exploração de depósitos de gás natural está planejada no município.
No município, a construção de um parque eólico começou em 2012 e concluída em abril de 2013 com o comissionamento de 19 turbinas eólicas com capacidade máxima de 2,05 MW cada, além de 3 turbinas adicionais em uma data posterior. A capacidade máxima total das 22 turbinas é de 45,1 MW. Em 2015, o parque eólico Nowy Staw II estava em construção com 14 turbinas eólicas com capacidade máxima de 2 MW cada. Um total de 36 turbinas eólicas foram comissionadas em Nowy Staw.

## Educação e esporte
Um Complexo escolar e de jardim de infância, composto por um jardim de infância e pela escola primária n.º 2 Wincenty Pol, rua Gdańska 53
Um clube esportivo, Grom Nowy Staw, funciona na cidade.

## Comunidades religiosas
- Paróquia de São Mateus, o Apóstolo, praça Cardeal Stefan Wyszyński 1[19]
- Testemunhas de Jeová: igreja, usando o Salão do Reino local